# Рубичев, Анатолий Тимофеевич
Анатолий Тимофеевич Рубичев (12 апреля 1903, Рязань — 8 июня 1973) — советский государственный деятель.

## Биография
- Родился в семье рабочего.
- С 1915 — подручный слесаря механических мастерских.
- В 1921 добровольцем вступил в РККА, участвовал в Гражданской войне. Демобилизации в декабре 1924.
- В 1928 — народный судья в Рязани. Затем работал председателем трудовой сессии, членом Рязанского областного суда. Позже избран народным судьей Рязанского района, одновременно с 1934 учился в Заочном институте советского права.
- В ноябре 1937 года — председатель Рязанского областного суда. Также избран депутатом Верховного Совета РСФСР первого созыва.
- С 28 января 1939 по 4 мая 1945 — председатель Верховного Суда РСФСР.
- С 4 мая 1945 года — первый заместитель Народного комиссара юстиции СССР. С марта 1946 года по 1948 — заместитель министра юстиции СССР. Одновременно возглавлял Управление судебных органов министерства. Снят с поста с формулировкой «засиделся на работе».
- С августа 1948 по июнь 1953 — председатель Московского городского суда. В июне 1953 года назначен министром юстиции РСФСР.
- С 15 марта 1957 по июль 1962 — вновь председатель Верховного Суда РСФСР.

Похоронен на Ваганьковском кладбище.

## Награды
- Орден Ленина — март 1945 «за успешную работу в органах советской юстиции по укреплению революционной законности и охране интересов государства в условиях Отечественной войны»
- медаль «За оборону Москвы»
- медаль «За доблестный труд в Великой Отечественной войне 1941-1945 гг.»